# Auguste François Le Jolis

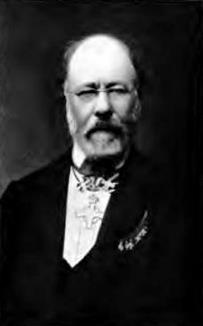
Auguste François Le Jolis

Auguste François Le Jolis (* 1. Dezember 1823 in Cherbourg; † 20. August 1904 ebenda) war ein französischer Botaniker (Lichenologe, Algologe, Bryologe). Sein offizielles botanisches Autorenkürzel lautet „Le Jol.“

## Leben und Wirken
Hauptberuflich war er Kaufmann (in der Familienfirma, die er bis 1888 leitete) und Richter am Handelsgericht in Cherbourg (Vorsitzender 1882 bis 1888). Bekannt ist er als Sammler und Experte insbesondere für Algen.
Er war Mitglied der Leopoldina (1853) und zahlreicher anderer wissenschaftlicher Gesellschaften (Akademien in Philadelphia, Madrid, Accademia dei Lincei, Moskauer naturforschende Gesellschaft, Société philomatique de Paris u. a.). 1842 wurde er Mitglied der Linné-Gesellschaft der Normandie und er war 1851 mit Emmanuel Liais (1826–1900) und Théodose du Moncel (1821–1884) Gründer und Leiter der Société nationale des sciences naturelles et mathématiques de Cherbourg. Sie gaben die Zeitschrift Mémoires de la Société nationale des sciences naturelles et mathématiques de Cherbourg heraus.

## Ehrungen
Ihm zu Ehren ist die Algengattung Lejolisia (Rhodophyceae, Ceramiaceae) von Jean-Baptiste Édouard Bornet (1828–1911) benannt.